# شروق إبراهيم
شروق إبراهيم ممثلة مصرية وُلدت في 26 ديسمبر (كانون الأول) 1998.

## حياتها
وُلدت شروق إبراهيم في مصر في 26 ديسمبر (كانون الأول) 1998، وتخرجت من كلية الحقوق بجامعة عين شمس، ثُم التحقت بالمعهد العالي للفنون المسرحية حيث درست التمثيل والإخراج.

## أعمالها

### المسلسلات
- جمال الحريم: أنتج عام 2020، ولعبت فيه دور «جليلة الساقي».
- إلا أنا (الجزء الثاني - حكاية حلم حياتي): أنتج عام 2021، ولعبت فيه دور «شيماء».
- الأصلي: أنتج عام 2023، ولعبت فيه دور «سارة».
- أزمة منتصف العمر: أنتج عام 2023، ولعبت فيه دور «نادين».
- رقم سري: أنتج عام 2024، ولعبت فيه دور «أميرة».[1][2]
- الوصفة السحرية: أنتج عام 2024، ولعبت فيه دور «سالي».

## وصلات خارجية
- صفحة الممثلة على قاعدة بيانات الأفلام العربية
- صفحة الممثلة على قاعدة بيانات الأفلام على الإنترنت